# 김승원 (작가)
김승원는 대한민국의 텔레비전 드라마 작가이다. 

## 드라마
- 2016년 KBS2 단막극 《드라마 스페셜 - 평양까지 2만원》 ... 집필
- 2016년 KBS2 단막극 《드라마 스페셜 - 피노키오의 코》 ... 집필
- 2023년 ENA 수목 미니시리즈 《낮에 뜨는 달》 ... 집필